# Filipperbrevshymnen
Filipperbrevshymnen er en såkaldt Kristushymne fra Filipperbrevet  i Det Ny Testamente. Brevet er skrevet af Apostlen Paulus omkring år 60-62 e.kr., men hymnen antages at være ældre og ikke af Paulus, men fra den allertidligste kristendom.

## Hymnens indhold
Hymnen er en kristusfortolkning med en klassisk nytestamentlig kristologi, omhandlende teologiske emner som kenosisbegrebet, den subjektive forsoningslære, Kristi præeksistens, dobbelte natur og herliggørelse.
Salmens kristusfortolkning anvendes parænetisk, dvs med henblik på at anspore menigheden til efterfølgelse af Kristus. Dette fremgår af Pauli indledning til salmen der lyder: I skal have det sind over for hinanden, som var i Kristus Jesus
Første del (v.6-8) omhandler guddommens inkarnation og selvfornedrelse, og anden del (v.9-11) omhandler guddommens ophøjelse til verdenshersker.
Salmen i en gammel dansk oversættelse fra 1817:
v6 [Han], der han var i Guds Skikkelse,

holdt det ikke for et Rov

at være Gud lig;

v7 men han forringede sig selv,

idet han tog en Tjeners Skikkelse paa

og blev Mennesker lig;

v8 og da han var funden i Skikkelse som et Menneske,

fornedrede han sig selv,

saa han blev lydig indtil Døden,

ja Korsets Død.

v9 Derfor har og Gud høit ophøiet ham

og skjenket ham et Navn, som er over alt Navn,

v10 at i Jesu Navn

skal hvert Knæ bøie sig,

deres i Himmelen og paa Jorden og under Jorden,

v11 og hver Tunge skal bekjende,

at Jesus Christus er den Herre

til Gud Faders Ære.

## Salmens struktur
I de fleste bibeloversættelser herunder også den autoriserede danske inddeles hymnen i seks strofer à tre linjer, men den græske originaltekst kan også læses som fire strofer, hver med tre linjer.
Omtalen af Jesu korsdød (v.8) og omtalen af Gud Faders ære (v.11) kan være en tilføjelse af Paulus.